# Friedrich Leopold von Preußen (1895–1959)

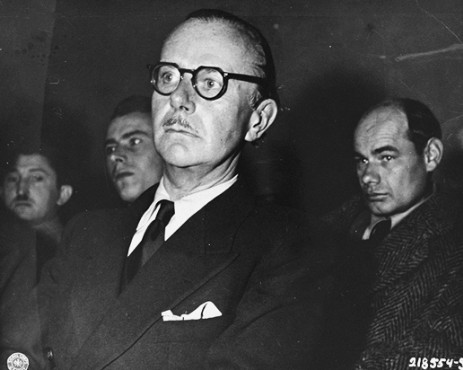
Friedrich Leopold von Preußen (1945)

Franz Joseph Oskar Ernst Patrick Friedrich Leopold Prinz von Preußen, zur Unterscheidung von seinem gleichnamigen Vater Prinz Friedrich Leopold (Sohn); (* 27. August 1895 in Berlin; † 27. November 1959 in Castagnola, Lugano) war ein königlich preußischer Prinz, Maler und Häftling im KZ Dachau.

## Abstammung
Friedrich Leopold war der Sohn von Prinz Friedrich Leopold von Preußen (1865–1931) und Prinzessin Louise Sophie von Schleswig-Holstein-Sonderburg-Augustenburg (1866–1952), Tochter des Herzogs Friedrich VIII. von Schleswig-Holstein (1829–1880) und Schwester der letzten Deutschen Kaiserin. Er hatte drei ältere Geschwister: Viktoria Margarete (1890–1923), Friedrich Sigismund (1891–1927) und Friedrich Karl (1893–1917). Damit stammte er aus einer auf den Prinzen Carl von Preußen (1801–1883) zurückgehenden Seitenlinie des preußischen Königshauses, das seit 1871 auch das deutsche Kaiserhaus war.

## Leben

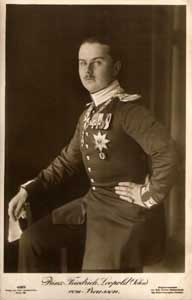
Prinz Friedrich Leopold (Sohn) in Offiziersuniform (ca. 1914)

Friedrich Leopold wurde in den ersten Schuljahren von Tutoren ausgebildet. Zu seinem 10. Geburtstag 1905 erhielt er, wie alle Prinzen des königlichen Hauses, den Schwarzen Adlerorden. 1906 wurde er zum Leutnant im 1. Garde-Regiment zu Fuß ernannt.
Ab 1912 interessierte er sich für Malerei. Er nahm bei Karl Hagemeister  (1848–1933) Unterricht in Zeichnen und Malen nach der Natur. Zu Beginn des Ersten Weltkrieges begann er seinen Wehrdienst, der aufgrund schlechter Gesundheit schnell beendet wurde. Er studierte ab Oktober 1915 Malerei an der Akademie der Bildenden Künste in München bei Carl von Marr. In einer gemieteten Wohnung sammelte er Kunst.
Im Ersten Weltkrieg war Friedrich Leopold vom Militärdienst an der Front befreit. Er war homosexuell und lebte nach dem Krieg relativ offen mit seinem Partner zusammen.

### Entmündigungsverfahren
Wegen der von ihm gemachten Anschaffungen und der damit verbundenen Schulden betrieb das Ministerium des königlichen Hauses unter August zu Eulenburg ab 1917 ein Entmündigungsvefahren. Friedrich Leopold klagte gegen die 1917 erfolgte Entmündigung, mit der Begründung, dass die von ihm getätigten Anschaffungen, insbesondere Möbel und Kunstgegenstände, inzwischen im Wert deutlich gestiegen seien und eine Vermögensverschwendung deshalb nicht vorliege. Zudem sei für bürgerliche Rechtsstreitigkeiten gegen Mitglieder des preußischen Königshauses der Geheime Justizrat zuständig. Durch kaiserliche Order sei jedoch verfügt worden, dass nur ein einzelnes Mitglied des Geheimen Justizrates den Fall zu entscheiden habe und eine sonst vorgesehene Berufung beim Reichsgericht nicht zulässig sei. Insofern wäre in dem Prozess zu klären gewesen, wie weit der Umfang der kaiserlichen Hausgewalt reicht.
Das Verfahren vor dem für das königliche Haus zuständigen Geheimen Justizrat, einer Sonderabteilung des Berliner Kammergerichts fand öffentliche Aufmerksamkeit. Am 12. August 1918 wurde der durch Richter Schröder ausgesprochene Entmündigungsbeschluss vom 21. Juli 1917 im Einverständnis mit dem Ministerium des königlichen Hauses wieder aufgehoben.

### Kunstsammler und -händler

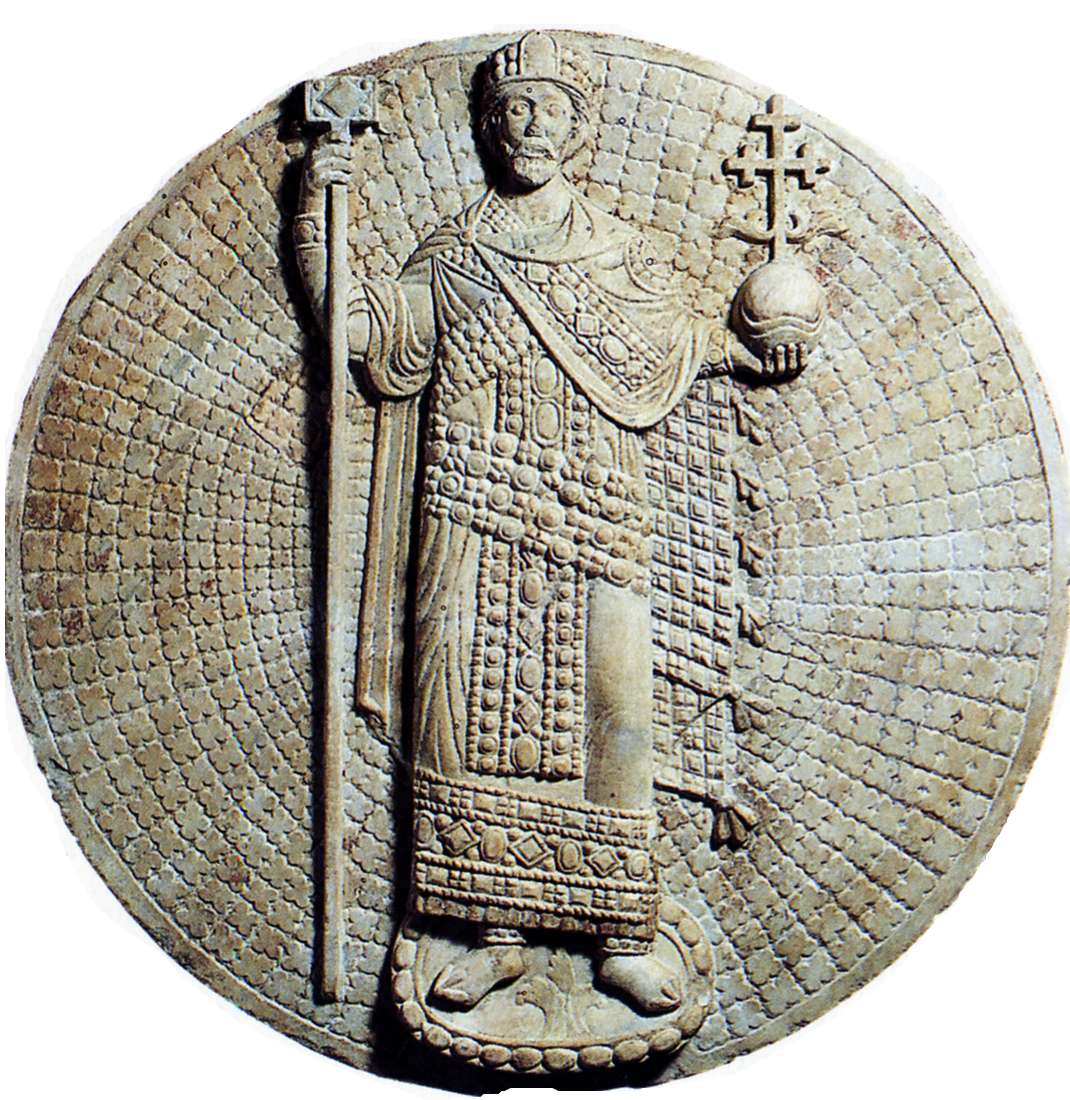
Byzantinischer Kaisertondo (Johannes II. ?), vor 1860 im Klosterhof von Schloss Glienicke nachweisbar, seit 1937 in Dumbarton Oaks

In der Zwischenkriegszeit beschäftigte er sich weiter mit dem Sammeln und betätigte sich als Kunsthändler. Gemeinsam mit seinem Lebensgefährten und Privatsekretär, dem Gutsbesitzer Baron Fritz Cerrini, Sohn des Regierungsassessors Friedrich (Fritz) Münchgesang und von der Freiin Marietta Cerrini de Monte Varchi adoptiert, betrieb er Handel mit Kunstgegenständen und Autographen aus der Sammlung seines Urgroßvaters Carl von Preußen. Er hatte ein Wohnrecht auf Schloss Glienicke und vermutlich Eigentumsrecht an den dort befindlichen Kunstwerken. Mit Cerrini lebte er im Kavaliersflügel der Schlossanlage. Verschiedene Stücke veräußerte er an den amerikanischen Diplomaten und Sammler Robert Woods Bliss für dessen Sammlung in Dumbarton Oaks, darunter die Relieftafel einer fürbittenden Gottesmutter und den Kaisertondo.
Der Verkauf des Kaisertondos aus dem Glienicker Klosterhof führte zu strafrechtlichen Ermittlungen und zu einem Verfahren vor dem Landgericht Potsdam, das Friedrich Leopold und Cerrini am 10. Juli 1940 zu hohen Geldstrafen verurteilte.
Nach dem Verkauf des Schlosses 1939 zogen beide auf Friedrich Leopolds Gut Imlau bei Werfen im Salzburger Land. Das Gut „Imlau“ war eine Wald-, Jagd- und Landwirtschaft, das aus mehreren Gebäuden bestand: dem Herrenhaus Hinterimlau, einem Schwedischem Jagdpavillon, dann Arbeiter- und Wirtschaftsgebäuden, Stallungen, Jagdhütten sowie einem Säge- und Elektrowerk. Außerdem die bei Salzburger Touristen beliebte Rettenbachalm. Nach dem Tod des Besitzers 1931, seines Vaters Friedrich Leopold von Preußen, sollte es versteigert werden. Die Versteigerung des Gutes Imlau, anberaumt auf den 12. Dezember 1931, wurde aber auf Antrag der betreibenden Gläubigerin, der Dresdner Bank, eingestellt.
Bereits vor dem Verkauf des Schlosses Glienicke ließ Friedrich Leopold Kunstwerke und Teile des Familienarchivs nach Imlau bringen, die er mit dem Gut seinem Lebensgefährten „Pierrot“ (Fritz Cerrini) vererbte. Den Teil daraus, der Glienicke betraf, vermachte Cerrini dem Land Berlin für die Stiftung Preußische Schlösser und Gärten Berlin-Brandenburg. Es tauchen aber immer noch Teile auf dem Kunst- und Antiquariatsmarkt auf, so 2001 eine von Karl Friedrich Schinkel entworfene Möbelgruppe in Italien und 465 Briefe, 65 Brieffragmente, drei Postkarten, neun Telegramme und zwei Archivalien, private Korrespondenz von Mitgliedern des Preußischen Königshauses und der herzoglichen Häuser Anhalt-Dessau und Schleswig-Holstein, aus diesem Bestand wurden 2016 im österreichischen Antiquariatshandel angeboten.

### KZ-Häftling 1944–1945

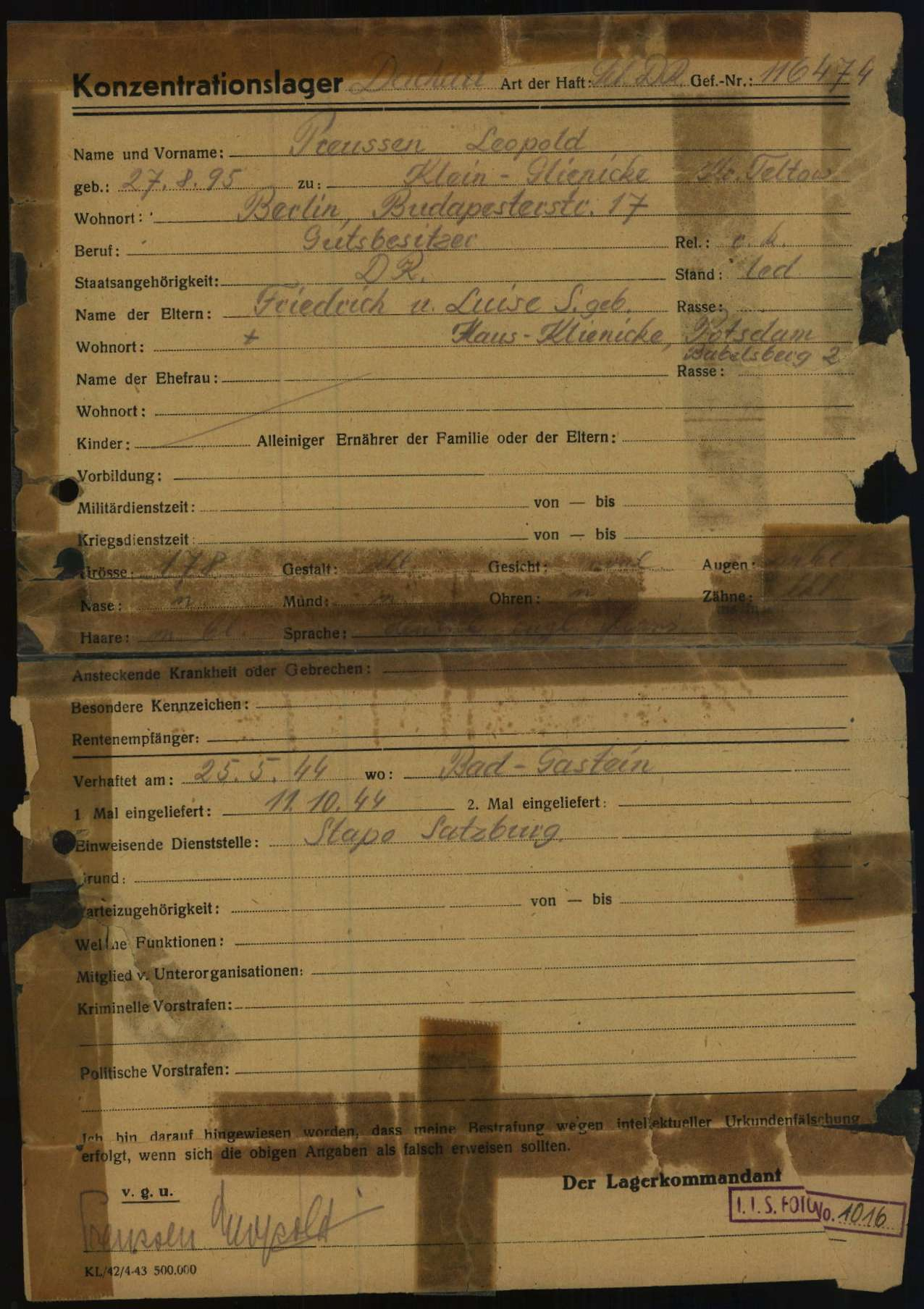
Anmeldeformular von Friedrich Leopold von Preußen als Gefangener im KZ Dachau

Gegen Kriegsende war er mit seinem Lebensgefährten Baron Cerrini ein Gefangener des Konzentrationslagers Dachau. Er war von seiner Hausangestellten Anna Neureiter denunziert und am 25. Mai 1944 in Bad Gastein verhaftet worden. Zuerst kam er in die Justizanstalt Salzburg, danach, am 11. Oktober 1944, als Untersuchungshäftling nach Dachau. Angeblich wegen des Hörens von Feindsendern, nach anderen Angaben wegen Vergehen gegen § 175.
1945 gehörte er zu einer Gruppe von Sonder- und Sippenhäftlingen aus Dachau, die von der SS nach Niederdorf im Südtiroler Pustertal transportiert wurden und dort zunächst von Soldaten der Wehrmacht – unter der Führung von Hauptmann Wichard von Alvensleben –, dann von der 5. US-Armee befreit wurden (siehe Befreiung der SS-Geiseln in Südtirol).

### Nachkriegszeit
Bis zum 19. Juni 1945 musste Prinz Friedrich Leopold in Italien amerikanischen Dienststellen weiterhin zur Verfügung stehen. Erst nach einem Hungerstreik wurde ihm gestattet, nach Imlau zurückzukehren.
Im ersten der Dachauer Prozesse sagte er als Zeuge gegen Mitglieder der Lagerleitung aus: vom Lagerkommandanten Martin Gottfried Weiss, über Leiter von Zweiglagern wie Josef Jarolin, Johann Baptist Eichelsdörfer, Arno Lippmann, Alfred Kramer, Michael Redwitz und Friedrich Wilhelm Ruppert bis hin zu drei Funktionshäftlingen und medizinischem Personal. Insgesamt wurden 40 Angeklagte für schuldig befunden, 36 zum Tode verurteilt und 28 davon am 28. und 29. Mai 1946 im Landsberger Kriegsverbrechergefängnis gehenkt, darunter der letzte Lagerarzt Fritz Hintermayer.
Seine letzten Lebensjahre verbrachte der Prinz in der Schweiz. Er ist, wie sein Freund Baron Fritz Cerrini, am Cimitero di Castagnola-Cassarate in Lugano beigesetzt.

## Auszeichnungen
- Schwarzer Adlerorden, 1905[21]

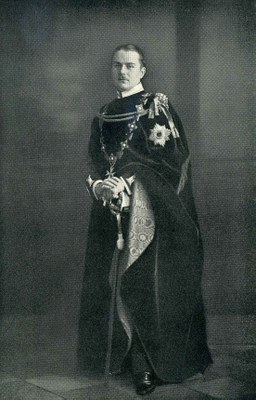
Friedrich Leopold im Habit des Schwarzen Adlerordens, ca. 1914

- Roter Adlerorden, 1. Klasse mit der Krone[22]
- Königlicher Kronen-Orden (Preußen), 1. Klasse
- Königlicher Hausorden von Hohenzollern, Großkomturkreuz
- Oldenburgischer Haus- und Verdienstorden des Herzogs Peter Friedrich Ludwig, Ehrengroßkreuz
- Reußisches Ehrenkreuz, 1. Klasse mit der Krone
- St. Alexander-Orden, Großkreuz